# Phylloxylon
Phylloxylon es un género de plantas con flores con 10 especies perteneciente a la familia Fabaceae.

## Especies
- Phylloxylon arenicola
- Phylloxylon cloiselii
- Phylloxylon decipiens
- Phylloxylon ensifolium
- Phylloxylon ensifolius
- Phylloxylon perrieri
- Phylloxylon phillipsonii
- Phylloxylon spinosa
- Phylloxylon xiphoclada
- Phylloxylon xylophylloides